# Daouda Kamilou
Daouda Kamilou, né le 29 décembre 1987 à Agadez (Niger), est un joueur de football professionnel nigérien évoluant au poste d'attaquant.

## Biographie

### Clubs
- 2004-2005 : Akokana Arlit ( Niger)
- 2005-déc. 2008 : Cotonsport Garoua ( Cameroun)
- jan. 2009-2011 : Al-Ittihad Tripoli ( Libye)
- 2011-déc. 2012 : Club sportif sfaxien ( Tunisie)
- depuis déc. 2012- 2013 : JS Saoura ( Algérie)
- 2013-201. : Cotonsport Garoua ( Cameroun)

### En sélection
- Joueur International depuis 2006  Équipe du Niger de football

## Palmarès
| - Cotonsport Garoua - Championnat du Cameroun - Champion : 2007 et 2008. - Coupe du Cameroun - Vainqueur : 2007 et 2008. - Ligue des champions de la CAF - Finaliste : 2008. |  | - Al-Ittihad Tripoli - Championnat de Libye - Champion : 2009 et 2010. - Coupe de Libye - Vainqueur : 2009. - Supercoupe de Libye - Vainqueur : 2009 et 2010. |

## Distinctions personnelles
- Cotonsport Garoua
  - Meilleur buteur du Championnat du Cameroun en 2009 et 2017.